# Serra del Castell de Corçà
La Serra del Castell de Corçà és una serra situada al municipi d'Àger a la comarca de la Noguera, amb una elevació màxima de 733 metres.